# Liszna
Liszna (ukrán nyelven: Лішна, Lishna)  Lengyelország délkeleti részén, a Kárpátaljai vajdaságban, a Leskói járásban fekvő kis község, közel a lengyel-szlovák határhoz. A település közel 3 kilométernyire fekszik Gmina Cisna község központjától, Cisnától délnyugati irányban, 31 kilométernyire délre található a járási központtól, Leskótól és 96 kilométernyire délre van Rzeszówtól, amely a Kárpátaljai vajdaság központja.

## Fordítás
Ez a szócikk részben vagy egészben  a   Liszna) című angol Wikipédia-szócikk ezen változatának fordításán alapul.  Az eredeti cikk szerkesztőit annak laptörténete sorolja fel. Ez a jelzés csupán a megfogalmazás eredetét és a szerzői jogokat jelzi, nem szolgál a cikkben szereplő információk forrásmegjelöléseként.